# Michael Glöckner
Michael Glöckner (* 27. Mai 1969 in Ehingen) ist ein ehemaliger deutscher Radrennfahrer.

## Sportliche Laufbahn
Michael Glöckner war auf der Bahn Spezialist für die Einer- sowie die Mannschaftsverfolgung. In der Einerverfolgung wurde er 1990 Deutscher Amateur-Meister und in der Mannschaftsverfolgung sowie 1992 Zweiter hinter Jens Lehmann.
1990 wurde Glöckner mit dem deutschen Vierer in der Besetzung Stefan Steinweg, Erik Weispfennig und Andreas Walzer Vize-Weltmeister der Amateure in Maebashi. Im Jahr darauf wurde Glöckner in Stuttgart Weltmeister in der Mannschaftsverfolgung gemeinsam mit Walzer, Steinweg und Lehmann sowie Vize-Weltmeister in der Einer-Verfolgung hinter seinem deutschen Mannschaftskollegen Jens Lehmann. Diesem Weltmeister-Vierer gelang bei den Olympischen Spielen 1992 in Barcelona in derselben Zusammensetzung der Gewinn der Goldmedaille in der Mannschaftsverfolgung. 1991 konnte er Dritter der Türkei-Rundfahrt werden.
Dafür erhielt er am 23. Juni 1993 das Silberne Lorbeerblatt.
In der Saison 1992/1993 nahm Glöckner auch an zwei Sechstagerennen teil, jedoch ohne nennenswerten Erfolg.

## Privates und Berufliches
Michael Glöckner ist verheiratet, lebt in Dortmund und hat zwei Kinder. Er ist im Außendienst für Sportartikel tätig (Stand 2016).

## Erfolge

### Bahn
1989
- Deutscher Amateur-Meister – Mannschaftsverfolgung (mit Volker Kirn, Reinhard Alber und Gerd Dörich)

1990
- Amateur-Weltmeisterschaft – Mannschaftsverfolgung (mit Stefan Steinweg, Erik Weispfennig und Andreas Walzer)
- Deutscher Amateur-Meister – Einerverfolgung, Mannschaftsverfolgung (mit Uwe Messerschmidt, Andreas Walzer, Cedrik Güthe)

1991
- Amateur-Weltmeister – Mannschaftsverfolgung (mit Jens Lehmann, Andreas Walzer und Stefan Steinweg)
- Amateur-Weltmeisterschaft – Einerverfolgung
- Deutscher Amateur-Meister – Mannschaftsverfolgung (mit Uwe Messerschmidt, Andreas Walzer, Cedrik Güthe)

1992
- Olympiasieger – Mannschaftsverfolgung (mit Jens Lehmann, Andreas Walzer und Stefan Steinweg)

### Straße
1990
- Prolog A Niedersachsen-Rundfahrt

1992
- Prolog A und eine Halbetappe Niedersachsen-Rundfahrt